# Eucereon theophanes
Eucereon theophanes är en fjärilsart som beskrevs av William Schaus 1924. Eucereon theophanes ingår i släktet Eucereon och familjen björnspinnare. Inga underarter finns listade i Catalogue of Life.